# Grande Prêmio da Itália de 1981
Resultados do Grande Prêmio da Itália de Fórmula 1 realizado em Monza em 13 de setembro de 1981. Décima terceira etapa do campeonato, foi vencido pelo francês Alain Prost, da Renault, que subiu ao pódio ladeado por Alan Jones e Carlos Reutemann, pilotos da Williams-Ford.

## Resumo
Após um ano de ausência, visto que o Grande Prêmio da Itália de 1980 foi disputado no Autódromo Enzo e Dino Ferrari em Imola, a Fórmula 1 retornou ao Circuito de Monza.
Na última volta Nelson Piquet estava em terceiro à frente de Carlos Reutemann, mas com a quebra de seu motor o brasileiro entregou a posição ao rival e ainda caiu para sexto.

## Classificação da prova
| Pos. | Nº | Piloto             | Construtor      | Voltas | Tempo/Diferença | Grid | Pontos |
| ---- | -- | ------------------ | --------------- | ------ | --------------- | ---- | ------ |
| 1    | 15 | Alain Prost        | Renault         | 52     | 1:26'33"897     | 3    | 9      |
| 2    | 1  | Alan Jones         | Williams-Ford   | 52     | + 22"175        | 5    | 6      |
| 3    | 2  | Carlos Reutemann   | Williams-Ford   | 52     | + 50"587        | 2    | 4      |
| 4    | 11 | Elio de Angelis    | Lotus-Ford      | 52     | + 1'32"902      | 11   | 3      |
| 5    | 28 | Didier Pironi      | Ferrari         | 52     | + 1'34"522      | 8    | 2      |
| 6    | 5  | Nelson Piquet      | Brabham-Ford    | 51     | Motor           | 6    | 1      |
| 7    | 8  | Andrea de Cesaris  | McLaren-Ford    | 51     | Perfuração      | 16   |        |
| 8    | 23 | Bruno Giacomelli   | Alfa Romeo      | 50     | + 2 voltas      | 10   |        |
| 9    | 32 | Jean-Pierre Jarier | Osella-Ford     | 50     | + 2 voltas      | 18   |        |
| 10   | 35 | Brian Henton       | Toleman-Hart    | 49     | + 3 voltas      | 23   |        |
| Ret  | 22 | Mario Andretti     | Alfa Romeo      | 40     | Motor           | 13   |        |
| Ret  | 17 | Derek Daly         | March-Ford      | 36     | Câmbio          | 19   |        |
| Ret  | 25 | Patrick Tambay     | Ligier-Matra    | 22     | Perfuração      | 15   |        |
| Ret  | 12 | Nigel Mansell      | Lotus-Cosworth  | 21     | Suspensão       | 12   |        |
| Ret  | 7  | John Watson        | McLaren-Ford    | 19     | Acidente        | 7    |        |
| Ret  | 29 | Riccardo Patrese   | Arrows-Ford     | 18     | Câmbio          | 20   |        |
| Ret  | 4  | Michele Alboreto   | Tyrrell-Ford    | 17     | Acidente        | 22   |        |
| Ret  | 14 | Eliseo Salazar     | Ensign-Ford     | 13     | Rodou           | 24   |        |
| Ret  | 16 | René Arnoux        | Renault         | 12     | Rodou           | 1    |        |
| Ret  | 26 | Jacques Laffite    | Ligier-Matra    | 11     | Perfuração      | 4    |        |
| Ret  | 3  | Eddie Cheever      | Tyrrell-Ford    | 11     | Rodou           | 17   |        |
| Ret  | 9  | Slim Borgudd       | ATS-Ford        | 10     | Rodou           | 21   |        |
| Ret  | 27 | Gilles Villeneuve  | Ferrari         | 5      | Motor           | 9    |        |
| Ret  | 6  | Hector Rebaque     | Brabham-Ford    | 1      | Pane elétrica   | 14   |        |
| DNQ  | 33 | Marc Surer         | Theodore-Ford   |        |                 |      |        |
| DNQ  | 31 | Beppe Gabbiani     | Osella-Ford     |        |                 |      |        |
| DNQ  | 36 | Derek Warwick      | Toleman-Hart    |        |                 |      |        |
| DNQ  | 30 | Siegfried Stohr    | Arrows-Ford     |        |                 |      |        |
| DNQ  | 20 | Keke Rosberg       | Fittipaldi-Ford |        |                 |      |        |
| DNQ  | 21 | Chico Serra        | Fittipaldi-Ford |        |                 |      |        |

## Tabela do campeonato após a corrida
| Pos.   | Piloto           | Pontos |
| ------ | ---------------- | ------ |
| 1      | Carlos Reutemann | 49     |
| 2      | Nelson Piquet    | 46     |
| 3      | Alain Prost      | 37     |
| 4      | Alan Jones       | 37     |
| 5      | Jacques Laffite  | 34     |
| Fonte: |                  |        |

| Pos.   | Equipe        | Pontos |
| ------ | ------------- | ------ |
| 1      | Williams-Ford | 86     |
| 2      | Brabham-Ford  | 57     |
| 3      | Renault       | 48     |
| 4      | Ligier-Matra  | 34     |
| 5      | Ferrari       | 30     |
| Fonte: |               |        |

- Nota: Somente as primeiras cinco posições estão listadas. Entre 1981 e 1990 cada piloto podia computar onze resultados válidos por temporada não havendo descartes no mundial de construtores.